# Louis Valtat

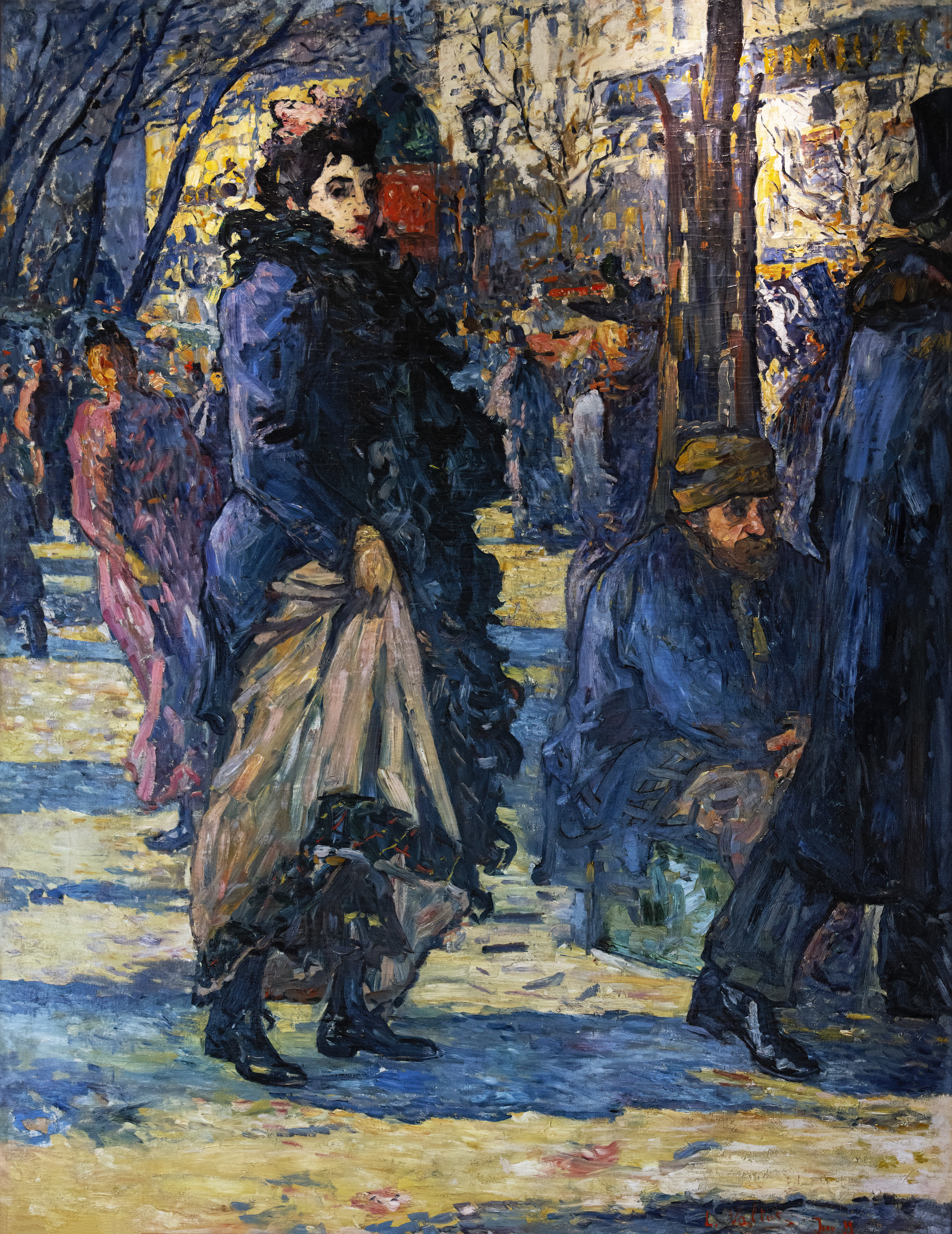
Sur le Boulevard (1893) Fondation Bemberg Toulouse

Louis Valtat (Dieppe, 8 de agosto de 1869 - Paris, 2 de janeiro de 1952) foi um pintor francês do movimento do fauvismo, conhecido pelo uso intenso das cores. Exibiu pela primeira vez em 1905, no Salon d'Automne.
Louis é uma figura-chave na transição de estilo na pintura, que oscila entre os estilos de Monet a Matisse.

## Biografia
Louis Valtat nasceu em Dieppe, em 1869, na região da Normandia, em uma rica família mercante, dona de vários navios. Louis cresceu em Versalhes, no subúrbio de Paris, onde fez o ensino médio. Estimulado pelo pai, um pintor amador, Louis começou a se interessar por arte.
Aos 17 anos, decidiu seguir na carreira de pintor, onde se matriculou na École des Beaux-Arts, em Paris. Estudou com grandes mestres da época, como Gustave Boulanger, Jules Joseph Lefebvre e Jean-Joseph Benjamin-Constant. Em seguida, Louis estudou na Académie Julian, com o pintor Jules Dupré. Ficou muito amigo de Albert André (1869–1954), Maurice Denis (1870–1943), Pierre Bonnard (1867–1947) e Édouard Vuillard (1868–1940). Estes três últimos se nomearam os "Les Nabis" (nabi é a palavra em hebraico para "profeta"), influenciados por Paul Gauguin's (1848–1903) e o seu sintetismo, que valorizava o uso de formas simples, cores puras e largas padronagens. Mesmo tendo seguido para outro movimento, Louis aprendeu muito com o grupo.

## Vida em Paris
Em 1890, depois de ganhar o prêmio Jauvin d’Attainville, Louis abriu seu estúdio na Rue La Glaciere, em Paris. Sua estreia como artista foi em 1893, no Salon of Independent Artists, expondo várias pinturas com cenas das ruas de Paris, em especial de seu bairro e aquelas no entorno de seu estúdio. Uma delas, Sur Le Boulevard, foi bastante elogiada pelo crítico de arte Félix Fénéon. Por um breve período, Louis usou técnicas impressionistas em suas obras, além de alguns elementos do pontilhismo. Foram várias as exposições de seu trabalho. Em 1894, ele colaborou com Henri de Toulouse-Lautrec em criar arte decorativa para peças de vários teatros parisienses.
Por sofrer de tuberculose, Louis passou vários meses na costa do Mediterrâneo. No começo de 1900, fez vários passeios de bicicleta para visitar Renoir, onde ele fez vários retratos do amigo. No mesmo ano, casou-se com Suzanne Noël, em 1º de março, em Versalhes. Outro grande amigo de Luis era Paul Signac, que visitava com frequência dirigindo um pequeno carro que ele adquiriu em 1904 do próprio Signac em troca por um de seus quadros.
Em sua estadia no Mediterrâneo, Louis intensificou o uso das cores e começou a expressas tendências do fauvismo, em especial nas paisagens. Alguns críticos de arte o enquadram como sendo "proto-fauvista", por permanecer no grupo de artistas que o compunham, mas nunca adotando toda a ousadia das técnicas com forma e cor do movimento. Em 11 de setembro de 1908, nascia seu filho, Jean Valtat.

## Últimos anos e morte
Depois de 1914, ele trabalhou em seu estúdio, em Paris e depois nas regiões de Rouen and Versalhes. Seus temas variavam entre paisagens, cenas da vida cotidiana francesa e flores. Louis pintou até 1948, quando um glaucoma, do qual sofreu por muitos anos, acabou por fazê-lo perder a visão completamente, o que o fez parar de pintar completamente.
Louis Valtat morreu em 2 de janeiro de 1952, em Paris.